# ساناز بیان
ساناز بیان (زاده ۱۳۶۲، تهران) نمایشنامه‌نویس، کارگردان تئاتر ایرانی است. او دارای کارشناسی ادبیات نمایشی از دانشکده هنر و معماری دانشگاه آزاد اسلامی است. او در سال ۱۳۷۲ در مسابقه جهانی نقاشی یونسکو و یونیسف با عنوان زلزله و آمادگی رتبهٔ برتر را کسب کرد.

## زندگی‌نامه
وی داستان‌های کوتاه نگاشته که در نشریاتی مانند کارنامه و هفت به چاپ رسیده‌اند. او در نمایش‌هایش رویکرد اجتماعی را دنبال می‌کند. در هتلی‌ها و خواب‌های خاموشی به مقوله آسیب‌های پس از جنگ نگاهی داشته و در عامدانه، عاشقانه،قاتلانه و شلتر آسیب‌شناسی مسائل زنان را مد نظر قرار داده‌است نمایش عامدانه، عاشقانه، قاتلانه او نخستین نمایش مستند اجتماعی ایرانی با محوریت مسائل زنان شناخته شده‌است. ساناز بیان نمایش خانه عروسک نوشته هنریک ایبسن که از آثار مهم مربوط با مسائل زنان است را نیز ترجمه و کارگردانی کرده که در تهران و نروژ به روی صحنه رفته‌است. او در سال ۱۳۹۴برای نگارش نمایشنامه‌های هتلی‌ها و عامدانه، عاشقانه، قاتلانه نامزد جایزه نویسندگی جشنواره فجر شد و برای هتلی‌ها این جایزه را به دست آورد. او در سال ۱۳۹۶ برای دومین بار جایزه نمایشنامه‌نویسی جشنواره فجر را این بار برای نمایشنامه شلتر به دست آورد و نمایش آبی مایل به صورتی نوشته و کارگردانی او هم جایزه ویژه هیئت داوران جشنواره فجر را گرفت. او همچنین در سال ۱۳۸۷ جایزه نمایشنامه‌نویسی جشنواره تئاتر دانشگاهی فجر را برای نمایشنامه نقاب سرخ (خواب‌های خاموشی) به دست آورد.

## آثار
نمایش‌هایی که بیان نویسندگی یا کارگردانی کرده‌است عبارتند از:
- «سایه روشن»، ۱۳۸۲ نویسنده و کارگردان ساناز بیان تالار ابن خلدون دانشکده علوم اجتماعی دانشگاه تهران
- «خواب سیاه»، ۱۳۸۳ نویسنده و کارگردان ساناز بیان سالن کوچک تالار مولوی
- «مهاجران»۱۳۸۴ نوشته اسلاومیر مروژک کارگردان ساناز بیان (پایان‌نامه برگزیده از دانشکده هنر و معماری) بیست و چهارمین جشنواره تئاتر فجر تالار نو تئاتر شهر
- «خانه عروسک» ،۱۳۸۹ نوشته هنریک ایبسن مترجم و کارگردان ساناز بیان تالار قشقایی تئاتر شهر (هفته ایبسن بهار ۱۳۸۵)/ بلغارستان/ نروژ/سوئد
- «خواب‌های خاموشی»۱۳۸۷–۱۳۹۰ نوشته ساناز بیان و امیر کیان پور کارگردانی ساناز بیان و کاظم سیاحی سالن اصلی تالار مولوی/ سالن اصلی فرهنگسرای نیاوران/ اسپانیا/ هلند / بوسنی / نروژ …[۹]
- «ترانه‌هایی برای سایه» ۱۳۸۹تئاتر دیجیتال اینتراکتیو نوشته ساناز بیان و سیاوش طالبیان کارگردان ساناز بیان جشنواره تئاتر فجر/ تئاتر شهر کارگاه نمایش۱۳۸۸
- «عامدانه عاشقانه قاتلانه» ۱۳۹۱–۱۳۹۲ سوئد (استکهلم)/ تالار شمس مؤسسه فارسی زبانان-اکو پاییز ۱۳۹۲ و تئاتر باران ۱۳۹۴
- «هُتِلی‌ها» ۱۳۹۴ نویسنده ساناز بیان کارگردان حمیدرضا آذرنگ تماشاخانه ایرانشهر سالن استاد سمندریان
- «شِلتِر» ۱۳۹۵ نویسنده ساناز بیان کارگردان امین میری تالار قشقایی تئاتر شهر
- «آبی مایل به صورتی»[۱۰] ۱۳۹۶ نویسنده و کارگردان ساناز بیان تماشاخانه پالیز

## سایر فعالیت‌ها
برگزاری کارگاه‌های آموزشی و سخن رانی در کنفرانس‌ها و فستیوال‌های مختلف از جمله کنفرانس زنان نمایشنامه نویس جهان / دانشگاه اسلو / تئاتر سودرا استکهلم/ تئاتر پاپیرهاست نروژ و ترجمه و تألیف مطالب مرتبط با تئاتر/ نگارش و چاپ داستان کوتاه در نشریات مختلف از جمله کارنامه/ هفت از سال ۱۳۷۸.